# De vier filosofen
De vier filosofen is een commemoratief groepsportret van Pieter Paul Rubens, geschilderd rond 1611-1612 en bewaard in de Galleria Palatina van het Palazzo Pitti in Firenze. De postume titel is wat misleidend: van de geportretteerden was alleen Justus Lipsius een filosoof, de anderen zijn eerder humanisten, die weliswaar ook het stoïcisme aanhingen.

## Voorstelling
Het werk is een monumentaal groepsportret van Rubens en drie vrienden, van wie er twee waren overleden. Ze zijn centraal afgebeeld, met de levenden aan de zijkanten. De schilder staat rechtop aan de linkerkant, zijn gezicht weergegeven in driekwartprofiel. De blik die de toeschouwer zoekt, is typisch voor een zelfportret. Aan de kleine tafel, bedekt met een zwaar oosters tapijt en beladen met boeken, pennen en inktpotten, zitten links Philip Rubens en rechts Justus Lipsius. De filosoof draagt de met bont afgezette kledij van een Leuvense professor en wijst plechtig een passage aan in het boek voor hem, allicht een werk van Seneca. Lipsius wordt voorgesteld als diens herontdekker en intellectuele erfgenaam. Zijn portret is gebaseerd op een prent van 1615, waarvoor Rubens de tekening had geleverd. De staande man aan de rechterkant is Lipsius' leerling Jan van de Wouwere (Woverius). De sprekende blikken en gebaren van de vier vrienden geven het geheel levendigheid, versterkt door het gevarieerde picturale oppervlak.
Zeer prominent is de buste van Seneca in een nis, die als een huisgod over de bijeenkomst waakt. Deze portretbuste – toen recent ontdekt – wordt nu voor iemand anders gehouden. Via zijn vriend Fulvio Orsini, bibliothecaris van kardinaal Farnese, had Rubens in 1605 een exemplaar verworven (bewaard in het Rubenshuis). De vier tulpen in de glazen vaas in de nis staan symbool voor de vergankelijkheid van het leven: twee moeten zich nog openen, de andere twee zijn aan het verdrogen (een duidelijk teken dat Lipsius en Philip Rubens al waren overleden). De druivenranken die zich achter Philip Rubens rond een zuil slingeren, verwijzen naar een embleem van Andrea Alciato (Amicitia etiam post mortem durans = Vriendschap duurt zelfs na de dood voort). De hond op de voorgrond moet Mopsulus van Woverius zijn geweest. Anderen denken aan de hond Saphyrus van Lipsius. Op de achtergrond zien we de Palatijn in Rome en de kerk van San Teodoro. In meer uitgewerkte vorm hernam Rubens dit landschap op het altaarstuk voor de Santa Maria in Vallicella (nadien terechtgekomen in de Gemäldegalerie in Berlijn) en in het Landschap met de ruïnes van de Palatijn (in het Louvre).
De vier filosofen waarvan melding wordt gemaakt in de titel zijn dus Seneca, Justus Lipsius en zijn twee leerlingen Philip Rubens en Jan Woverius. Pieter Paul Rubens is in het gezelschap enkel een toeschouwer.

## Geschiedenis
De totstandkoming van het schilderij is niet gedocumenteerd en de opdrachtgever is onbekend. Tot het einde van de 17e eeuw bleef het verborgen in de collectie van de groothertogen van Toscane. De aanleiding voor het schilderen was klaarblijkelijk de dood van Rubens' broer Philip in 1611. Zijn leermeester Justus Lipsius was in 1606 heengegaan. Vanwege deze context wordt het schilderij meestal gedateerd in 1611-1612. 
In de lente van 1799 werd het door de Fransen geconfisqueerd en weggevoerd naar Parijs. Na de definitieve val van Napoleon keerde het in 1816 terug naar Firenze. Bij die gelegenheid werd het beschreven door Canova en Karcher.
Van dit beroemde werk zijn verschillende kopieën gemaakt. Een van de beste bevindt zich in een Belgische privécollectie (uitgegeven door P. Fierens, 1942). Andere zijn:
- de kopie in de KMSKB, gemaakt door Rémy Cogghe begin jaren 1880
- de anonieme kopie in het Museum Plantin-Moretus van Antwerpen
- de twee kopieën in het bezit van het Musée des Beaux-Arts van Nancy

## Voetnoten
1. ↑  Willibald Sauerländer, The Catholic Rubens: Saints and Martyrs, 2014, p. 25
2. ↑  De vier filosofen, Museum Plantin-Moretus (bezocht 30 augustus 2022). Gearchiveerd op 30 augustus 2022.

De transfiguratie (1604-05) · Portret van de kunstenaar en zijn vrouw in een prieel van kamperfoelie (1609) · Kruisoprichting (1610) · Kruisafneming (1611) · De verrijzenis van Christus (1611-12) · De vier filosofen (1611-1612) · Het verschijnen van de Heilige Geest aan de Heilige Teresa van Avila (1612-14) · De ontdekking van Romulus en Remus (circa 1613) · De Rockoxtriptiek (1613-15) · De onthoofding van de heilige Catharina van Alexandrië (circa 1615) · Kruisafneming (1616-17) · Oude vrouw en jongen met kaarsen (1616-1617) · Medusa (ca. 1617) · Het aardse paradijs met de zondeval van Adam en Eva (ca. 1617) · De verloren zoon (1618) · De heilige Maria Magdalena in extase (1619-20)· De drie gratiën (1620-23) · Diana en haar nimfen maken zich klaar voor de jacht (1623-24) · Bekering van de H. Bavo (1623-24) · Heilige Rochus door Christus aangesteld tot patroon van de pestlijders (1623-26) · Aanbidding der Koningen (1624) · Portret van Matthaeus Yrsselius (circa 1624) · Tenhemelopneming van Maria (1625-26) · Portret van Anna van Oostenrijk (1625-26) · Angelica en de kluizenaar (1626-28) · De ontvoering van Europa (1628-29) · Laatste Avondmaal (1631-32) · Franciscus van Assisi ontvangt de stigmata (1633) · De roof van de Sabijnse maagden (1634-36) · Dans van dorpelingen en mythische figuren (1635) · Herfstlandschap met uitzicht op het Steen (1636) · De hond van Hercules ontdekt het purper (ca. 1636) · Saturnus verslindt een zoon (ca. 1636-37) · Het pelsken (ca. 1636-38)
- RKDimages: 189515